# Justin Boulais
Justin Boulais (* 20. Oktober 2001 in Hilton Head Island, South Carolina, Vereinigte Staaten) ist ein kanadischer Tennisspieler.

## Karriere
Boulais gewann 2018 die kanadischen U18-Meisterschaften im Einzel und denselben Titel im Doppel auch in der Halle.
Zwischen 2014 und 2018 spielte Boulais wenige Matches auf der ITF Junior Tour. In der Junioren-Rangliste erreichte er mit Platz 324 seine höchste Notierung; im Doppel gewann er zwei Titel der Kategorien Grade 3 und Grade 4.
Von 2019 bis 2023 studierte er an der Ohio State University, wo er auch im College Tennis aktiv war. Während seines Studium nahm er bereits an Profiturnieren teil. Beim Challenger in Winnipeg gewann er erstmals zwei Matches auf dieser Ebene und zog kurzzeitig in die Top 600 der Weltrangliste ein (bevor die ITF die Regelung änderte). 2022 erreichte er bei zwei Turnieren der drittklassigen ITF Future Tour ins Endspiel ein, wovon er eines gewinnen konnte. Auch im Doppel gewann er seinen ersten Futuretitel. In beiden Wertungen stand er kurz vor dem Einzug in die Top 500 der Welt.
Nach seinem Abschluss Mitte 2023 spielte Boulais erstmals regelmäßiger Turniere. Neben seinem zweiten Titel auf der Future Tour zog er in Granby das erste Mal ins Challenger-Viertelfinale ein. Beim selben Turnier stand er auch im Doppel an der Seite von James Trotter unter den letzten vier. Den ersten Challenger-Titel gewann Boulais neben seinem Landsmann Juan Carlos Aguilar in Calgary. In beiden Wertungen liegt sein Karrierehoch innerhalb der Top 500.

## Erfolge
| Legende (Anzahl der Siege) |
| Grand Slam                 |
| ATP Finals                 |
| ATP Tour Masters 1000      |
| ATP Tour 500               |
| ATP Tour 250               |
| ATP Challenger Tour (1)    |

### Doppel

#### Turniersiege
| Nr. | Datum             | Turnier | Belag         | Partner             | Finalgegner             | Ergebnis |
| --- | ----------------- | ------- | ------------- | ------------------- | ----------------------- | -------- |
| 1.  | 11. November 2023 | Calgary | Hartplatz (i) | Juan Carlos Aguilar | Charles Broom Ben Jones | 6:3, 6:2 |